# Рождественское приключение Бетховена
Рождественское приключение Бетховена (англ. Beethoven’s Christmas Adventure) — американский комедийный фильм 2011 года, снятый для ТВ и DVD. Является спин-оффом серии фильмов о Бетховене и седьмой по счету картиной. Фильм вышел 4 октября 2011 года. В этой части снялись совершенно другие актёры, а также поменялись создатели из-за неуспеха предыдущего фильма. Фильм получил крайне негативные отзывы от критиков и зрителей, критиковавшие не связанную с прошлыми фильмами сюжетную линию, а также неизвестных актёров.

## Сюжет
Огромный сенбернар по имени Бетховен спасает Рождество в небольшом городке. Все дело в том, что рождественский эльф по неосторожности теряет мешок с подарками и ломает волшебные сани. Времени до главного праздника остается совсем немного и без помощи эльфу не справиться. Бетховен должен найти сумку с подарками, которую похитили злодеи, а также помочь Санте спасти Рождество.

## В ролях
- Джон Клиз — рассказчик
- Манро Чэмберс — Мейсон
- Ким Родс — Кристина
- Жан Скин — девушка в толпе
- Роберт Пикардо — Смирч
- Кертис Армстронг — Кенни
- Кайл Мэсси — Генри
- Джон О’Харли — Мистер Рексфорд
- Том Арнольд — Бетховен

## Критика
Фильм получил крайне негативные отзывы от критиков и зрителей. На Rotten Tomatoes фильм получил всего 11 % от зрителей.